# Сурабаев, Камбаралы
Камбаралы Сурабаев — советский хозяйственный, государственный и политический деятель.

## Биография
Родился в 1894 году в селе Ортоазия. Член КПСС.
С 1908 года — на хозяйственной, общественной и политической работе. В 1908—1953 гг. — дехканин, чабан, участник революционного движения и борьбы с басмачеством, организтор комсомольской и партийной ячейки в Сузакском районе Киргизской АССР, секретарь парткома, заместитель председателя колхоза «Средняя Азия», председатель Джалал-Абадского облисполкома, на партийной работе в Киргизской ССР.
Избирался депутатом Верховного Совета СССР 1-го и 2-го созывов.
Умер в 1953 году.